# Bluemull Sound
Bluemull Sound är ett sund i Storbritannien.   Det ligger i kommunen Shetlandsöarna och riksdelen Skottland, i den norra delen av landet, 1 000 km norr om huvudstaden London.